# 熱鍋燙嬰案
熱鍋燙嬰案，是於2009年4月18日在台灣彰化縣發生的一起虐嬰致死事件，受害人黃湘惠（2008年6月3日—2009年4月21日），台灣彰化縣和美鎮人，生父黃凌奇（1962年生），生母林玉琴。她出生僅10個月大，於2009年4月18日上午10點10分，因父母吵架，被生父丟進煮麵鍋中，經送往彰化基督教醫院急救四天後無效，在4月21日上午10點05分宣告不治，此事震驚台灣社會。

## 事件經過

### 背景
黃湘惠的父母並無婚姻，僅同居關係，生父黃凌奇有一次離婚紀錄，生母林玉琴年輕守寡先育有兩名已成年兒子，兩人同居後生下兩女。在和美鎮繼承祖傳經營一家未向政府合法商業登記之家庭式油麵加工製造工廠，家境小康但未幫女嬰申請健保。生父黃凌奇是個平日嗜酒、有暴力傾向的惡霸，在鄉里惡名昭彰，鄰居們皆敢怒不敢言。當地口耳相傳這對男女經常吵架，生父除了經常毆妻外，一生氣甚至丟出瓦斯桶引發氣爆，成為鎮間不定時的炸彈。

### 案發
2009年4月18日上午9時，根據新聞報導敘述，生父黃凌奇外出和友人喝酒徹夜未歸，回家時逗弄黃湘惠時被生母林玉琴責罵不照顧孩子，雙方吵架。黃凌奇作勢要把黃湘惠丟進正在煮麵的沸鍋，林玉琴喊出：「有種就把孩子丟進去」，滿身酒意的黃凌奇在被激怒之下，就將自己的女兒黃湘惠丟進煮麵鍋中，由於攝氏達110度高溫之下，黃湘惠頭部以下的身體、雙手、雙腳的皮膚盡數潰爛脫皮。林玉琴將女兒救起，根據路上監視器拍攝到畫面，林玉琴抱著受傷的女兒狂奔，找人求救，由於和美到彰化之間，沿路沒有急救醫院，林玉琴將女兒抱著前往位於彰化市民生路派出所，警消人員見狀發現，女嬰傷勢有多處皮膚遭到不當外力撕破而脫皮，警消人員先立即施以生理食鹽水及燒燙傷處置，隨後就送往彰化基督教醫院燒燙傷中心急救。警察獲報趕抵現場時，見黃凌奇仍在一旁地煮麵，警察要他模擬案發經過，黃凌奇則是直接將雙手攤開，讓自己的女兒黃湘惠掉入鍋中。

### 救治
2009年4月21日，經過彰化基督教醫院醫護人員持續急救下，還有社會的各界人士的關懷，以及曾參加過歌唱節目《超級偶像》的彰基護士杜寶珍帶領彰基院牧部等醫護人員獻唱聖歌〈天父的孩子〉的歌聲中，黃湘惠逝世。
彰化基督教醫院急診部主治醫師周治中表示，黃湘惠自從入院起，就已經顯示出血壓過低的現象，並產生休克現象，由於傷勢僅頭部無外傷，全身部位都有嚴重的燒燙傷，因此院方一直施以升壓劑維持血壓，以及全身麻醉減緩其傷痛，為預防細菌感染而施打抗生素，並使用呼吸器及保溫燈來維持呼吸、體溫，同時也發出傷危通知，最後因黃湘惠生母與哥哥都一同簽署放棄急救，黃湘惠在4月21日上午10時05分宣告死亡，經法醫勘驗遺體後，確認死因是多重器官衰竭。但院方表示，由於黃湘惠燒燙傷面積過大，加上如此傷勢足以產生神經性休克，並同時發生血壓、脈搏、呼吸的遽增，而突然的全身多處遭受燙傷也會造成體液瞬速流失，所以不排除可能是因為敗血症導致多重器官衰竭。
黃湘惠的後事由禮儀公司「台灣仁本服務股份有限公司」承辦，計畫將安奉在臺北縣萬里鄉福田妙國生命紀念館，並設立家暴紀念公園，以感念和警惕世人這場不幸的虐嬰悲劇。

## 事後結果
黃湘惠的生父黃凌奇被台灣彰化地方法院裁定收押，依法最重可判死刑。至於生母林玉琴是否涉及教唆殺人，仍由台灣彰化地方法院檢察署偵查中。社會大眾也一片撻伐痛斥生父殘忍，亦質疑生母禍從口出說詞反覆，尤其口出氣話和親眼目睹女兒被生父丟進沸鍋與否，目前仍處羅生門階段，不過未在第一時間報警送醫屬客觀事實。
立法委員邱毅等人提案，應修法將《刑法》第272條加入殺害直系卑親屬者處以死刑或無期徒刑，即殺害子女者也應與殺害直系尊親屬同罪。
2009年4月27日，檢方將黃凌奇提起公訴，具體求處無期徒刑。
2010年6月8日，臺灣彰化地方法院一審宣判，黃凌奇依成年人故意對兒童犯殺人罪，判處無期徒刑，禠奪公權終身。扣案之大鍋一個沒收。
2010年12月5日，臺灣高等法院臺中分院二審維持原判，駁回上訴。
2011年3月11日，臺灣最高法院依殺人罪判黃男無期徒刑、褫奪公權終身，全案定讞。。

## 延伸閱讀
- . 自由時報電子傲. 2009-04-22  [2013-03-31]. （原始内容存档于2009-04-25） （中文（臺灣））.
- . babyhome家庭寶貝親子網. 2009-04-22 （中文（臺灣））.
- . 蕃薯藤（摘自中央社）. 2009-04-20 （中文（臺灣））.[]
- . 自由時報電子報. 2009-04-23  [2009-04-23]. （原始内容存档于2013-09-05） （中文（臺灣））.